# Toutes folles de lui
Toutes folles de lui è un film del 1967 diretto da Norbert Carbonnaux.

## Trama
Mathieu Gossin, ingenuo bibliotecario parigino e studente di yoga, alla morte di sua zia Céline, eredita la sua catena di lavanderie. Questa attività serve da copertura per una vasta rete di prostituzione che Mathieu scopre a seguito delle sue ispezioni presso le filiali di Roma e Berlino. Ma le sorprese non sono finite, perché scopre che Antoine, il padre della sua fidanzata Melina, è coinvolto nel traffico. Mathieu dovrà fare un compromesso tra la saggezza dello yogi e il lucroso commercio del sesso.

## Produzione
Il film segna l'esordio di Edwige Fenech.

## Distribuzione
Nonostante la coproduzione minoritaria italiana e la successiva popolarità di Edwige Fenech, il film non è mai stato distribuito in Italia.